# Рафолово
Рафолово — деревня в составе Вишовского сельсовета Белыничского района Могилёвской области Белоруссии.

## Географическое положение
Ближайшие населённые пункты: Лямница, Восток.

## История
В 1670 году упоминается как фольварк в Оршанском повете ВКЛ.